# 郎坦
郎坦（穆麟德轉寫：langtan；1634年—1695年），又作郎谈，清朝满洲正白旗人，瓜尔佳氏。
康熙时历任护军参领、副都统。康熙二十一年（1682年）和朋春率军视察雅克萨形势。康熙二十四年（1685年），和朋春率领林兴珠等将领围攻雅克萨，俄罗斯将领托尔布津被迫投降。朋春准许他逃回尼布楚，之后将雅克萨城拆毁。第二年，俄罗斯再次占领雅克萨，郎坦和萨布素击杀托尔布津，中俄开始议和。二十八年（1689年），和索额图参与签订《尼布楚条约》，晚年历任领内大臣，列议政大臣。

## 延伸阅读
[在维基数据编辑]
 《清史稿·卷280》，出自趙爾巽《清史稿》